# Veaceslav Posmac
Veaceslav Posmac (ur. 7 listopada 1990 w Kiszyniowie) – mołdawski piłkarz występujący na pozycji obrońcy w mołdawskim klubie Sheriff Tyraspol. 
W latach 2009–2012 występował w zespole Sfîntul Gheorghe Suruceni, zaś w latach 2012–2017 był zawodnikiem Dacii Kiszyniów. 
14 czerwca 2013 zadebiutował w reprezentacji Mołdawii w meczu towarzyskim przeciwko Kirgistanowi w Tyraspolu (2:1).